# بريندا كوستا
بريندا كوستا (بالبرتغالية: Brenda Costa‏) هي عارضة برازيلية، ولدت في 8 نوفمبر 1982 في ريو دي جانيرو في البرازيل.

## وصلات خارجية
- بريندا كوستا على موقع IMDb (الإنجليزية)
- بريندا كوستا على موقع دليل عارضات الأزياء (الإنجليزية)